# المطاردة القاتلة
المطاردة القاتلة (هانغل: 킬링 스토킹)، (بالإنجليزية: Killing Stalking)‏ هي مانهوا ;كتبها ورسمها كوغي. وقد نُشرت على شبكة الانترنت باللغات الكورية والإنجليزية واليابانية من قبل ليزين كوميكس وفازت السّلسلة بـ 100,000,000 وون.

## الشخصيات
- يون بام : البطل
- أوه سانغوو : الخصم الأساسي
- يانغ سيونغبيه : هو محقق سابق تم تخفيض رتبته إلى مكتب شرطة الدوريات

## استقبال
أصبحت المطاردة القاتلة مانهوا شعبية منذُ أوائل عام 2017 بسبب مواضيعها المُظلمة، وعرضها التلاعب النفسي وتصوير الاعتداء الجسدي وكذلك ظاهرة العنف. حصلت المانهوا على متوسط تقييم في موقع أنميبلانيت يُقدّر بـ 4.4/5 (مستند على 1,280 صوتا). أمّا بالنسبة على موقع جود ريدز، فمتوسط تقييم المانهوا يصلُ إلى 4.27 من 5 (على أساس 1558 صوتًا) و 186مراجعة. المطاردة القاتلة تتلقّى أكثر من مليون زائر على موقع زاينبوكس.

## وصلات خارجية
- Killing Stalking Official Website on Lezhin (بالإنجليزية)
- Killing Stalking Official Website on Lezhin (بالكورية)